# 奥斯特宁堡
奥斯特宁堡（德語：Osternienburg）是德国萨克森-安哈尔特州安哈尔特-比特费尔德县的村庄和旧市镇。自2010年1月1日起，奥斯特宁堡成为奥斯特宁堡兰的城区。该地位于克滕东北约6千米，德绍-罗斯劳以西约15千米。 